# Köthener Ebene

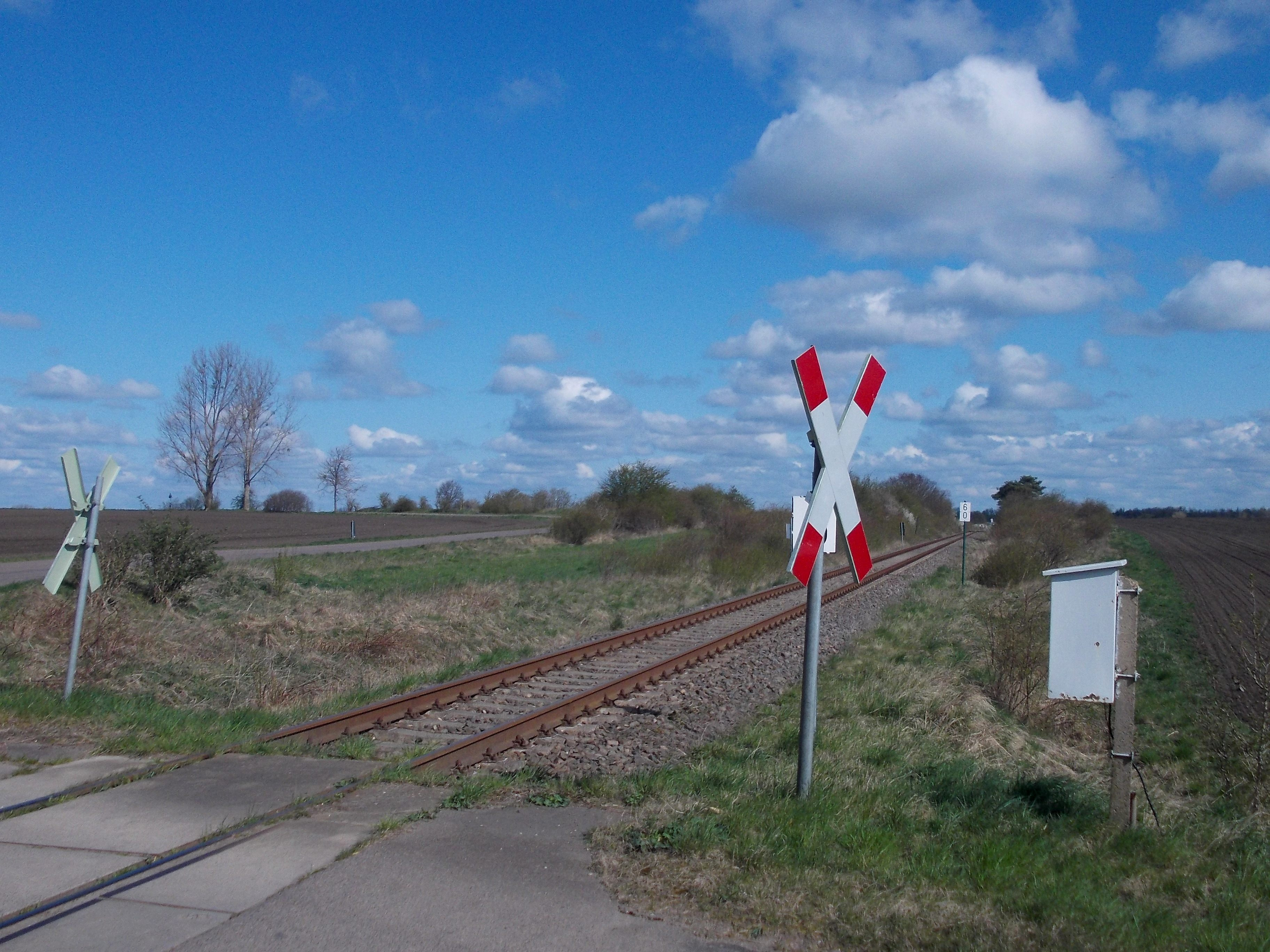
Köthener Ebene an der Bahnstrecke Köthen–Aken

Die Köthener Ebene ist ein Naturraum in Sachsen-Anhalt. Die namensgebende Stadt Köthen liegt zentral in diesem Gebiet von etwa 559 km².
Die Köthener Ebene liegt zwischen 60 und 80 Metern über dem Meeresspiegel und weist ein sehr ebenes Relief auf. Es gibt nur wenige langgestreckte Bodenwellen. Über dem Untergrundgestein stehen überwiegend verschiedene Lößböden und Parabraunerden an. Im Nordosten sind Fahlerden zu finden. Die Köthener Ebene wird im Süden und Westen von Fuhne und Saale begrenzt.
Der Naturraum wird intensiv ackerbaulich genutzt. Die Landwirtschaft besitzt eine beachtenswerte wirtschaftliche Bedeutung. Da die Ebene naturräumlich weitgehend ausgeräumt ist und somit eine gewisse Monotonie aufweist, besitzt die Köthener Ebene keine besondere Bedeutung für Naturschutz oder Erholungstourismus. Zur Aufwertung der naturräumlichen Qualität wurde unter dem Gesichtspunkt des Umweltschutzes eine Vernetzung der Flurgehölze vorgeschlagen.